# UCbase
UCbase é uma base de dados de sequências ultraconservadas (abreviadas na literatura como UCRs ou UCEs, de ultraconserved sequences e ultra-conserved element, respectivamente) que foram descritas pela primeira vez por Bejerano, G. et al. em 2004. São regiões do genoma altamente conservadas que compartilham 100% identidade entre humanos, camundongos e ratos. UCRs são 481 sequências mais longas que 200 bases. Localizam-se frequentemente em regiões genômicas envolvidas em câncer, diferencialmente expressas em leucemias e carcinomas humanos e, em alguns casos, reguladas por microRNAs. A primeira versão do UCbase foi publicada por Taccioli, C. et al. em 2009.
Atualizações recentes incluem nova anotação baseada em genoma humano hg19, informações sobre distúrbios relacionados às coordenadas do cromossomo usando a classificação SNOMED CT, uma ferramenta de consulta para pesquisar por SNPs, e uma nova caixa de texto para questionar diretamente o banco de dados usando uma interface MySQL. Além disso, uma ferramenta de comparação de sequências permite aos pesquisadores combinar sequências selecionadas contra elementos ultraconservados localizados em regiões genômicas envolvidas em distúrbios específicos. Para facilitar a interpretação visual e interativa de coordenadas cromossomiais UCR, os autores implementaram o recurso de visualização de gráficos de UCbase criando uma ligação para um navegador de genoma UCSC. UCbase 2.0 não fornece informação de microRNAs (miRNAs) focando mais somente em UCRs. O lançamento oficial do UCbase 2.0 foi publicado em 2014 e é acessível no enderaço da internet ucbase.unimore.it.